# 233 (liczba)
233 (dwieście trzydzieści trzy) – liczba naturalna następująca po 232 i poprzedzająca 234.

## W matematyce
- 233 to liczba pierwsza[1]
- 233 to trzynasty wyraz ciągu Fibonacciego[2]
- 233 to liczba seksowna[3] z liczbą 227[4]
- 233 to liczba pierwsza Ramanujana[5]
- 233 to – wraz z liczbami 105 oraz 208 – element pierwotnej trójki pitagorejskiej[6] 
{\displaystyle 105^{2}+208^{2}=233^{2}}

## W astronomii
- planetoida (233) Asterope
- galaktyka eliptyczna NGC 233
- kometa 233P/La Sagra

## W innych dziedzinach
- zaokrąglenie do najbliższej wartości całkowitej częstotliwości dźwięku b (dolnego zakresu skali oboju) wyrażonej w hercach[7]
- w powieści Raya Bradbury’ego „451 stopni Fahrenheita” temperatura samozapłonu papieru (wyrażona w stopniach Celsjusza)
- konserwant E233 – tiabendazol